# Richbod
Richbod (overleden 1 oktober 804) was vanaf 784 abt van Lorsch en ongeveer vanaf 792 bovendien de eerste aartsbisschop van Trier.
Richbod was een leerling van Alcuinus aan het hof van Karel de Grote waar hij het pseudoniem Macarius had aangenomen. Volgens Alcuinus was hij een groot bewonderaar van Vergilius en kende hij de Aeneis beter dan het Nieuwe Testament.
Als aartsbisschop van Trier was Richbod betrokken bij de veroordeling van Felix, bisschop van Urgell wegens ketterse leerstellingen. Verder is er weinig bekend over zijn optreden als aartsbisschop. Als abt van Lorsch nam hij verschillende bouwkundige beslissingen. Hij overleed in Trier en werd begraven in de abdij van Lorsch.